# Cuphea ornithantha
Cuphea ornithantha är en fackelblomsväxtart som beskrevs av Standley och L. O. Williams. Cuphea ornithantha ingår i släktet blossblommor, och familjen fackelblomsväxter. Inga underarter finns listade i Catalogue of Life.